# Spankee Rodgers
Spankee Rodgers is een Amerikaans acteur.
Rodgers werd bekend door de rol van Bobby Wilson in Saved by the Bell: The New Class. Rodgers kon met enkele collega's niet goed omgaan, waaronder Dustin Diamond. Hij stapte dan na één seizoen ook al uit de serie. Hij was van 1994 tot en met 1995, in het tweede seizoen, in de serie te zien.
Na Saved by the Bell: The New Class had hij nog twee gastrollen in The Fresh Prince of Bel-Air in 1995. De rollen in de serie waren minimum en hij had dan ook bijna tot geen tekst. Sindsdien acteert hij niet meer op de televisie.
Over zijn persoonlijke leven is niks bekend. Zelfs wanneer hij geboren is, is onbekend.